# Johannes Bernhardi

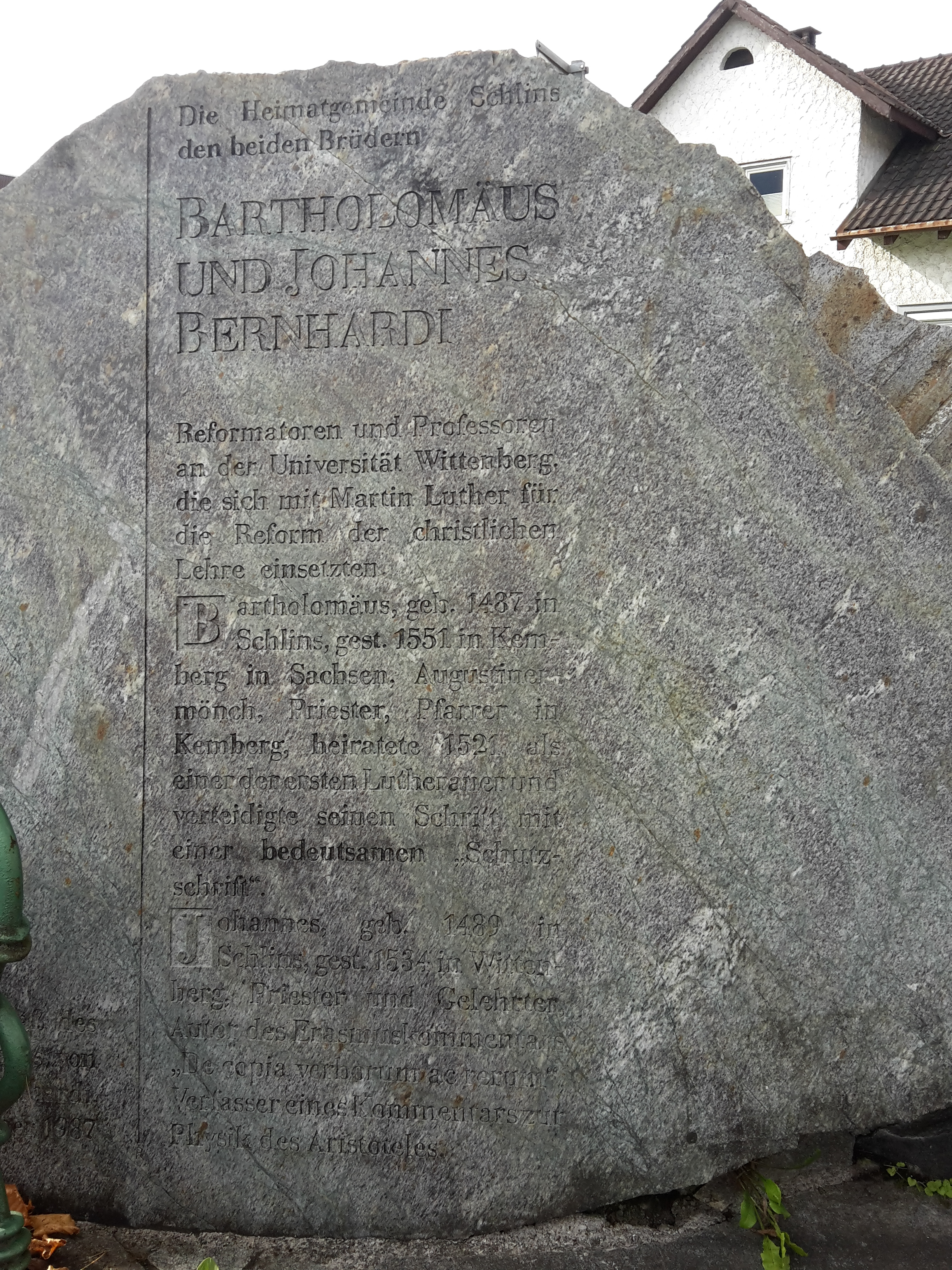
Gedenkstein für Bartholomäus und Johannes Bernhardi in der Heimatgemeinde Schlins in Vorarlberg, Österreich

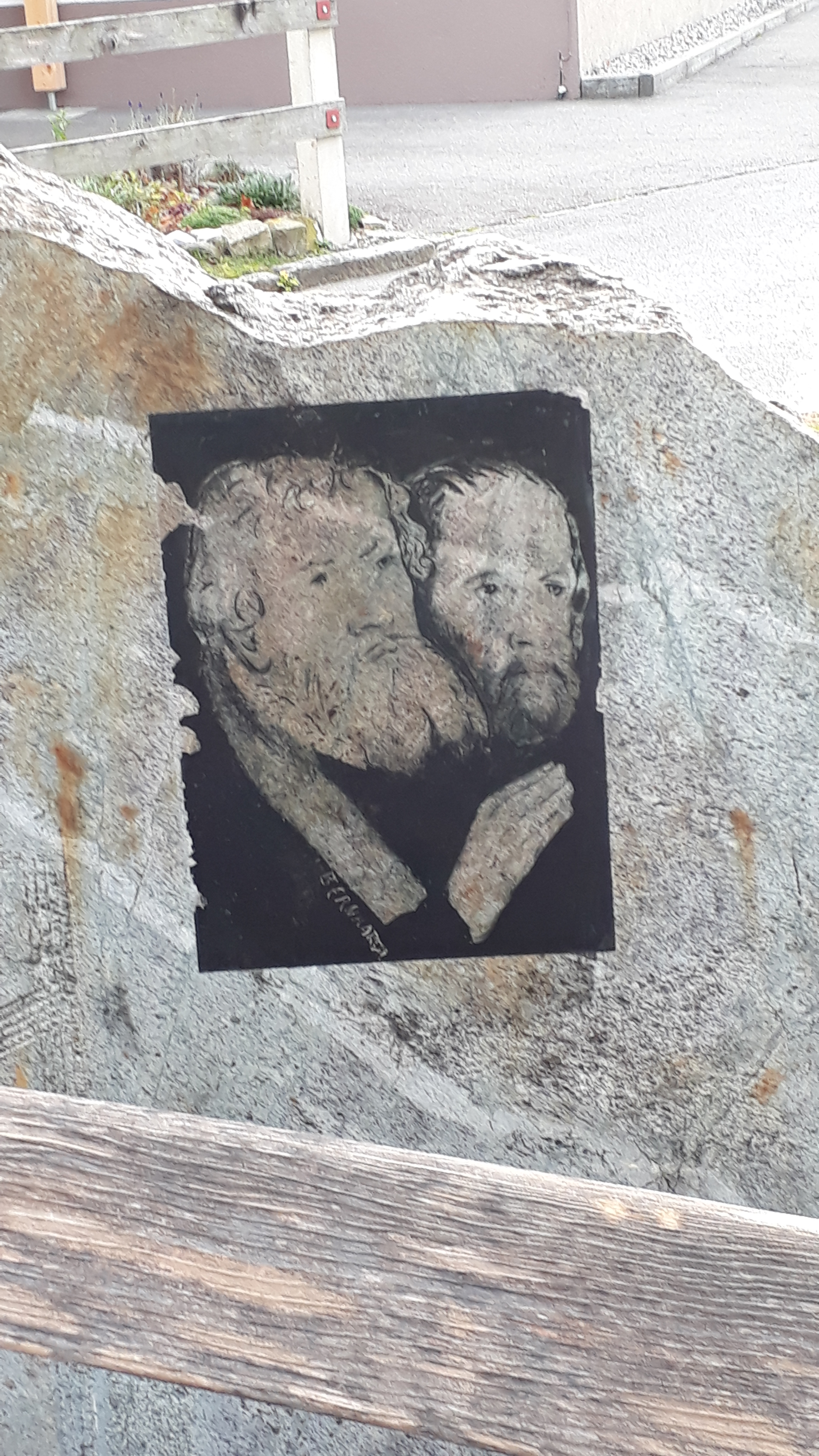
Abbildung von Bartholomäus (links) und Johannes Bernhardi (rechts) auf dem Gedenkstein

Johannes Bernhardi, auch: Velcurio, Velcurius, Feldkirchus, Hans Walser zum Roten Brunnen; (* um 1490 in Schlins; † 6. Februar 1534 in Wittenberg) war ein deutscher Rhetoriker und Physiker.

## Leben
Als Sohn des Spruchrichters Hans Bernhardi und dessen Frau (Elsa geb. Rüchlin) ist Johannes in Schlins, einem Dorf nahe Feldkirch, geboren und war der jüngere Bruder des Bartholomäus Bernhardi. Seinem Bruder folgt er im Sommersemester 1512 an die Universität Wittenberg, wo er sich am 19. März 1515 das Baccalaurat und am 14. Februar 1519 den akademischen Grad eines Magisters erwirbt. Am 23. Juni 1520 wird er in die philosophische Fakultät der Akademie aufgenommen und wird noch im selben Jahr Professor für Rhetorik und Physik.
In jener Funktion übernahm er auch organisatorische Aufgaben an der Universität und verwaltete im Wintersemester 1530 das Rektorat sowie im Wintersemester 1530 für Justus Jonas den Älteren das Vizerektorat der Hochschule. Unter dem Eindruck der Wittenberger Bewegung verfasste er 1520 eine Confutatio gegen Augustin von Alveldt und stellt sich so hinter den Wittenberger Reformator Martin Luther.
Sein hinterlassenes Werk Epitome librorum Aristotelis de anima, wurde 1537 von Guillaume Bigot in Basel herausgebracht.

## Werkauswahl
- Confutatio pro D. M. Luthero, Wittenberg 1520 in Bayerische Staatsbibliothek, München.
- D. Erasmi Roterodami De duplici copia verborum ac rerum commentarii duo una cum commentariis M. Veltkirchii, Hagenau 1534 in Bayerische Staatsbibliothek, München.
- In philosophiae naturalis partem omnium praestantissimam, hoc est Aristotelis de Anima libros, epitome longè doctissima Basel 1537 in Bayerische Staatsbibliothek, München.
- De Officiis M. Tvllii Ciceronis Libri Tres...quibus accesserunt M. Ioannis Velcurionis annotationes in librum Officiorum, De Senectute, et De Amicitia, nusquam hactenus editae, Frankfurt 1545 in Hochschul- und Landesbibliothek Fulda.
- Epitome physicae, libri quatuor, Erfurt 1538 in Bayerische Staatsbibliothek, München.
- Explicationes In T. Liuii Patavini historiarum ab urbe condita libros, Strassburg 1545 in Bayerische Staatsbibliothek, München.
- In M. Fabii Quintiliani institutionum librum decimum...annotationes Philippi Melanchthonis, Ioannis Veltcurionis, Ioannis Stigelii, Casparis Landsidelii, Leipzig 1570 in Bayerische Staatsbibliothek, München.
- In Selectiores M. T. Ciceronis Orationes Philippi Melanchtonis, Ioannis Velcvrionis, aliorvmqve doctissimorvm virorvm, qvi in Academia Vuittenbergensi olim floruerunt, enarrationes, Leipzig 1568 in Bayerische Staatsbibliothek, München.
- Hans Wallser, Ain bericht Wie D. Martini Luther von ersten hinder söllichen schwären handel kommen sey vnd was In darzu geursacht vnd bewegt hat, Augsburg 1521 in Bayerische Staatsbibliothek, München.
- Hans Wallser, Ain Bericht Wie Doctor Martini Luther von ersten hinder söllichen schwären handel kummen sey und was in darzu geursacht und bewegt hatt, S.l. 1521 in Bayerische Staatsbibliothek, München.
- Enarratio duarum contrariorum orationum Aiacis et Ulyssis que extant apud Ovidium XIII Metamorphoseon Magistri Ioannis Velcurio, Vitenbergae 1532. Hs. Zwickau, Ratsschulbibliothek, MS 123, f. 120r-125v.
- In Epistolam Hermiones ad Oresten ex Ovidii epistolis Heroidum Magistri Ioannis Velcurio. Hs. Zwickau, Ratsschulbibliothek, MS 123, f. 126r-128r.